# 储小芹
储小芹（1964年2月—），安徽石台人，汉族，中国共产党党员。中华人民共和国政治人物、第十三届全国人民代表大会安徽地区代表。天方茶业股份有限公司生产一部副厂长兼车间主任。

## 生平
2018年2月24日，当选为第十三届全国人大代表。